# Gustav Brack
Gustav Brack (* 1. Dezember 1892 in Angerburg; † 6. Dezember 1953 in Gera) war ein deutscher Kaufmann, Gewerkschaftsfunktionär, Landespolitiker (SPD/BDS/SED) und Versicherungsdirektor.

## Leben
Brack stammt aus einer ostpreußischen Arbeiterfamilie. Nach dem Besuch der Volksschule absolvierte er eine kaufmännische Lehre beim Zentralverband der Angestellten. Als Heeressoldat nahm er am Ersten Weltkrieg teil und geriet in britische Kriegsgefangenschaft. Nach seiner Rückkehr arbeitete er als kaufmännischer Angestellter, auch in leitenden Funktionen. 1919 trat er der Sozialdemokratischen Partei Deutschlands (SPD) bei und wurde 1921 als hauptamtlicher Bezirksleiter des Zentralverbandes der Angestellten von Thüringen berufen. Gleichzeitig war er geschäftsführendes Mitglied des Landesarbeitsamtes Mitteldeutschlands, Landesarbeitsrichter beim Landesarbeitsgericht in Erfurt und Mitglied des Landeseisenbahnrates.
Im Jahre 1933 wurde er von den NS-Machthabern amtsenthoben und leitete seither eine Feuerversicherung. Zugleich arbeitete er illegal gegen das nationalsozialistische System, wurde im April 1934 verhaftet und Anfang 1935 wegen „Vorbereitung zum Hochverrat“ zu drei Jahren und acht Monaten Zuchthaus verurteilt. Im Anschluss an die im Zuchthaus Kassel verbüßte Freiheitsstrafe wurde er in das KZ Sachsenhausen verbracht. Nachdem schwere gesundheitliche Schäden eingetreten waren, wurde er im Mai 1941 entlassen, jedoch im August 1944 im Zusammenhang mit der Aktion Gitter erneut verhaftet. Am 15. April 1945 gelang ihm die Flucht aus dem Gefängnis.
Im Mai 1945 wurde er unter dem kurz zuvor befreiten ehemaligen KZ-Häftling Ernst Busse Abteilungsleiter im Thüringer Arbeitsamt. Im August 1945 wurde Brack Direktor des Landesamtes für Arbeit. Während seiner Amtszeit wurden die beiden Landesämter für Arbeit und Sozialwesen zum Landesamt für Arbeit und Sozialfürsorge zusammengelegt. Unter seiner Mitwirkung wurde die Landesversicherungsanstalt zu einer Dienststelle des Landesamtes für Arbeit und Sozialfürsorge, dem am 19. September 1945 die Abteilung Sozialversicherung angegliedert wurde. Politisch engagierte er sich im Bund demokratischer Sozialisten (BdS), dessen Gründungsmitglied er war. Gleichzeitig arbeitete er im Thüringer Landesvorstand der SPD mit. Der SED trat er im April 1946 bei und gehörte bis 1947 dem Sekretariat des SED-Landesvorstandes Thüringen an. Im Juni 1946 wurde er als Nachfolger von Gustav Gundelach Präsident der Deutschen Zentralverwaltung für Arbeit und Sozialfürsorge in Berlin, die am 9. März 1948 in Hauptverwaltung Arbeit und Sozialfürsorge der Deutschen Wirtschaftskommission (DWK) umbenannt wurde. Aus der Hauptverwaltung Arbeit und Sozialfürsorge und der Hauptverwaltung Gesundheitswesen ging bei der Regierungsbildung im Oktober 1949 das Ministerium für Arbeit und Gesundheitswesen unter der Leitung von Luitpold Steidle hervor. Brack war zunächst Mitarbeiter dieses Ministeriums. Ab 1952 war er Direktor der Bezirksdirektion Gera der Deutschen Versicherungsanstalt (DVA).

## Veröffentlichungen
- Das wertvolle Gut. Sozialistische Einheitspartei Deutschlands (Hrsg.), Berlin 1946.